# Abutilon affine
Abutilon affine är en malvaväxtart som först beskrevs av Spreng., och fick sitt nu gällande namn av George Don jr. Abutilon affine ingår i släktet klockmalvor, och familjen malvaväxter. Inga underarter finns listade i Catalogue of Life.